# Maria Cristina Maccà
Maria Cristina Maccà (Vicenza, 2 maggio 1967) è un'attrice italiana.

## Biografia
Vicentina di nascita, si appassiona al teatro in tenera età prendendo parte in una compagnia teatrale amatoriale vicentina La Baracca, diretta dal maestro Renato Stanisci. Dopodiché decide di approfondire i suoi studi e si trasferisce a Roma dove partecipa al concorso bandito dall'Accademia nazionale d'arte drammatica "Silvio D'Amico" diplomandosi nel 1991. Aiutata da un aspetto fisico indiscutibilmente da caratterista, sostiene diversi ruoli sui palcoscenici interpretando classici (Pirandello, Molière, Sartre, Eliot, Euripide, Eschilo, Griboedov, Brecht, Feydeau ecc). L'esordio sul grande schermo risale al 1991 nel film Johnny Stecchino, con la regia di Roberto Benigni.
Proseguì in seguito la sua carriera alternando gli impegni televisivi e cinematografici a quelli teatrali, sicuramente maggiori e di più sostanzioso spessore. Al cinema rimane famosa per aver ereditato da Plinio Fernando i personaggi di Mariangela e Uga Fantozzi, figlia e nipote dello sventurato ragioniere, nel film Fantozzi - Il ritorno (1996) per la regia di Neri Parenti.

## Filmografia

### Cinema
- Johnny Stecchino, regia di Roberto Benigni (1991)
- Dove siete? Io sono qui, regia di Liliana Cavani (1993)
- Io e il re, regia di Lucio Gaudino (1995)
- Fantozzi - Il ritorno, regia di Neri Parenti (1996)
- Albergo Roma, regia di Ugo Chiti (1996)
- Hotel Paura, regia di Renato De Maria (1996)
- Tutti giù per terra, regia di Davide Ferrario (1996)
- Panni sporchi, regia di Mario Monicelli (1999)
- Le giraffe, regia di Claudio Bonivento (2000)
- Tobia al caffè, regia di Gianfranco Mingozzi (2000)
- Ogni lasciato è perso, regia di Piero Chiambretti (2000)
- Vipera, regia di Sergio Citti (2001)
- Biuti Quin Olivia, regia di Federica Martino (2002)
- Il cuore altrove, regia di Pupi Avati (2002)
- La setta dei dannati (The Order), regia di Brian Helgeland (2003)
- Al di là delle frontiere, regia di Maurizio Zaccaro (2003)
- La rivincita di Natale, regia di Pupi Avati (2003)
- Il mestiere di Amilcare, regia di Maria Teresa Elena (2006)
- Germanikus, regia di Hanns Christian Müller (2004)
- Nero bifamiliare, regia di Federico Zampaglione (2007)
- Gli amici del bar Margherita, regia di Pupi Avati (2009)
- Un'estate ai Caraibi, regia di Carlo Vanzina (2009)
- Cosa vedi, regia di Giuseppe Maione  (2015)
- Profumo di Venezia, regia di Alessandra Gonnella (2016)
- In Dreams a Nightmare on elm street, regia di Cristian Tommasini (2019)
- Il pataffio, regia di Francesco Lagi  (2021)

### Televisione
- Classe di ferro – serie TV, episodio 2x08 (1991)
- Quelli della speciale – serie TV (1993)
- La quindicesima epistola, regia di José María Sánchez – miniserie TV (1997)
- Incantesimo – soap opera (1999)
- Camici bianchi, regia di Stefano Amatucci – miniserie TV (2000)
- Crociati, regia di Dominique Othenin-Girard – miniserie TV (2001)
- Un papà quasi perfetto, regia di Maurizio Dell'Orso – miniserie TV (2003)
- Carabinieri - serie TV (2006)
- Un ciclone in famiglia 3 - serie TV (2007)
- Nebbie e delitti – serie TV, episodio 2x04 (2007)
- Fratelli detective, regia di Giulio Manfredonia – film TV (2009)
- Don Matteo – serie TV, episodio 7x07 (2009)
- Le nozze di Laura, regia di Pupi Avati – film TV (2015)

## Teatro
- Il berretto a sonagli di Luigi Pirandello, regia di Renato Stanisci (1984)
- Cafè Chantant - Storia della Belle-epoque dal 1900 alla guerra, regia di Renato Stanisci (1985)
- Le mosche di Jean-Paul Sartre, regia di Renato Stanisci (1986)
- Le storie veneziane di Neri Pozza, regia di Renato Stanisci (1986)
- Quando amor comanda di Tiberio Fiorilli, regia di Renato Stanisci (1986)
- Vita nuda di Luigi Pirandello, regia di Renato Stanisci (1986)
- Il barbiere di Siviglia di Pierre-Augustin Caron de Beaumarchais, regia di Renato Stanisci (1987)
- Le sorprese del divorzio di Alexandre Bisson, regia di Renato Stanisci (1988)
- La mandragola di Niccolò Machiavelli, regia di Roberto Guicciardini (1990)
- Turandot ovvero il congresso degli imbiancatori di Bertolt Brecht, regia di Roberto Guicciardini (1990)
- Riunione di famiglia di Thomas Stearns Eliot, regia di Mario Ferrero (1991)
- Che disgrazia l'ingegno! di Aleksandr Sergeevič Griboedov, regia di Domenico Polidoro e Nikolaj Karpov (1991)
- Agamennone di Eschilo, regia di Alvaro Piccardi (1991)
- Ifigenia in Aulide di Euripide, regia di Alvaro Piccardi (1992)
- La fabula dell'Orfeo di 487 anni dopo di Agnolo Poliziano, regia di Luciano Damiani (1993)
- I fascisti di Lilli Maria Trizio, regia di Walter Manfrè (1993)
- Il caso Bobbit, regia di Anna Lezzi (1994)
- Sogno di una notte di mezza estate di William Shakespeare, regia di Walter Manfrè (1994)
- Il medico dei pazzi di Eduardo Scarpetta, regia di Silvio Giordani (1996)
- Divorziamo! di Victorien Sardou, regia di Silvio Giordani (1996)
- Terra di Anna Ceravolo, regia di Luciano Damiani (1997)
- Le donne al parlamento di Aristofane, regia di Augusto Fornari (1997)
- Ma non è una cosa seria di Luigi Pirandello, regia di Ileana Ghione (1997)
- La buonanima di mia suocera di Georges Feydeau, regia di Lucio Chiavarelli (1998)
- La purga di bebè di Georges Feydeau, regia di Lucio Chiavarelli (1998)
- MC & Lady di Anna Ceravolo, regia di Luciano Damiani (1998)
- L'uomo, la bestia e la virtù di Luigi Pirandello, regia di Ileana Ghione (1999)
- La cicogna si diverte di André Roussin, regia di Carlo Alighiero (1999)
- L'avaro di Molière, regia di Ileana Ghione (2000)
- L'uomo, la bestia e la virtù di Luigi Pirandello, regia di Augusto Zucchi (2000)
- La guerra di Troia non si farà di Jean Giraudoux, regia di Ileana Ghione (2000-01)
- Questa sera si recita a soggetto di Luigi Pirandello, regia di Ileana Ghione (2001)
- Ma non è una cosa seria di Luigi Pirandello, regia di Ileana Ghione (2002)
- Vite private di Noël Coward, regia di Giuseppe Emiliani (2002-2003)
- Un tagliatore di teste a villa Borghese di Dacia Maraini, regia di Hervé Ducroux (2003)
- Gian Burrasca - Il musical di Vamba e Nino Rota, regia di Bruno Fornasari (2004-2005-2006)
- L'Italia è una repubblica fondata sul... di Anna Ceravolo, regia di Danilo Gattai (2008)
- Pane, amore e politica di Silvana Bosi, regia di Silvana Bosi (2010)
- I promessi sposi di Alessandro Manzoni, commedia musicale, regia di Marco Lapi (2011)
- Colazione da Tiffany di Samuel Adamson, adattamento teatrale dall'omonimo romanzo di Truman Capote, regia di Piero Maccarinelli (2012-2013)
- Lettere a Lucilio di Lucio Anneo Seneca, regia di Eimuntas Nekrošius (2012)
- Judith di Jorge Palant, regia di Anna Ceravolo (2013)
- Gli abiti del male: l'unico peccato è non avere vizi di Matteo Tarasco, regia di Matteo Tarasco (2013)
- D'ufficio di Anna Ceravolo, regia di Anna Ceravolo (2014)
- Dopo la pioggia di Françoise Rousseau Benedetti, regia di Anna e Carla Ceravolo (2015)
- La scuola delle mogli di Molière, regia di Daniele Griggio (2016)
- Atto-Ritratto, omaggio a Luciano Damiani di Carla Ceravolo, regia di Paolo Orlandelli (2017)
- Terra di Anna Ceravolo, regia di Anna e Carla Ceravolo (2017)
- Barbablù il musical di Anna Ceravolo, regia di Anna e Carla Ceravolo (2018)